# Marco Reyna
Marco Antonio Reyna Martínez (ur. 20 sierpnia 1979 w mieście Meksyk) – meksykański piłkarz występujący najczęściej na pozycji pomocnika, obecnie zawodnik La Piedad.
Jest starszym bratem innego meksykańskiego piłkarza, Ángela Reyny.